# Католицька акція
«Католицька акція» («Actio Catholica») — назва новітнього католицького руху за справедливе вирішення соціальних суперечностей і конфліктів, а також назва створюваних в рамках цього руху світських організацій; такі організації діють у сферах релігійного життя, політики, народної освіти, виховання, доброчинності тощо, як правило, під управлінням католицьких єпископів. Рух виник у середині XIX ст. в країнах Західної Європи і з часом поширився по всьому світові.
Організаційні принципи руху можуть бути найрізноманітнішими: національними і міжнародними, загальними і спеціалізованими. Відкритими для всіх є «Товариство Священного Імені» та «Легіон Марії», а об'єднання джокістів (скорочення від Juenesse Ouvriere Chretienne) було засноване Ж.Карделем (пізніше кардиналом) як асоціація фабричних робітників у Бельгії. Найбільшими міжнародними об'єднаннями руху є Всесвітній союз жіночих католицьких організацій, Всесвітня жіноча федерація католицької молоді, Міжнародна федерація католицької молоді. Організації «Католицької акції» беруть участь у парламентських виборах, підтримують католицькі партії, випускають і поширюють свої періодичні видання, готують кадри активістів, місіонерів тощо. Другий Ватиканський собор (1962–65) підтримав декрет Папи Павла VI, що визначив основні цілі руху та форми організацій «Католицької акції». В декреті, зокрема, мовиться, що безпосередньою метою руху є «апостольська мета, тобто євангелізація та освячення людей і християнське виховання їхньої совісті, щоб вони могли пройняти духом Євангелія різні общини й різні соціальні сфери». В декреті також наголошується, що «миряни — як ті, які пропонують свої послуги за власним починанням, так і ті, які були запрошені до діяльності та співробітництва з Католицькою церквою і з апостольством Ієрархії — діють під вищим керівництвом самої Ієрархії, що здійснюється або шляхом санкціонування такого співробітництва, або шляхом формальних доручень». Декрет також констатував, що ті організації, які, на думку Ієрархії, діють належним чином, необхідно вважати рухом «Католицька акція» навіть у тому разі, якщо ці організації, зважаючи на обставини, мають неадекватні форми і назви.
Католицька акція — організація мирянського руху в Католицькій церкві, заснована 1922 року.
Завдання: духовне і моральне відродження суспільства, праця з молоддю в сфері освіти і катехизації.
На сьогодні рух нараховує близько 400 000 членів, більшість з яких живуть в Італії.
У Польщі й Україні ця організація була ліквідована комуністичною владою. Починаючи з кінця 1980-х років вона відроджується. У Польщі — під оригінальною назвою, а в Україні — під назвою «Українська молодь — Христові».
23–25 листопада 2001 в Познані відбувся перший конгрес відродженої «Католицької акції» Польщі. Делегати з усіх дієцезій дискутували про духовність членів «КА», їхню роль і завдання в житті парафії, про відповідальність за державу і розбудову громадського суспільства. Головою «КА» у Польщі є Галіна Шиделко.
5 вересня 2004 р. Папа Римський Іван Павло II в Лорето проголосив формулу беатифікації для трьох подвижників руху «Католицька акція». За словами президента «Католицької акції» Паоли Біньярді, своєю присутністю на зустрічі учасників цього руху мирян Папа підтвердив статус організації як «школи святості».